# Лаконська війна
Лаконська війна, або Війна проти Набіса — війна 195 до н. е. між спартанцями на чолі із царем Набісом і коаліції Риму, Ахейського союзу, Пергама, Родосу і Македонії.

## Хід війни
Після закінчення Другої Македонської війни Ахейський союз негайно почав діяти проти Спарти і зажадав від греків, а головне — від римлян, представником яких був у даний момент переможець Тит Квінкцій, щоб вони, під приводом звільнення грецьких міст від тиранії, оголосили Набісу війну. У 195 році до н. е.. об'єднана римсько-ахейская армія, посилена військовими контингентами багатьох міст Греції, на чолі з Титом Квінкціем рушила на Спарту. Перевага в чисельності воїнів у римського полководця над Набісом була занадто велика. У самої Спарти відбулася битва, в якій лакедемоняни були відкинуті назад до міста. Трохи постоявши табором недалеко від Спарти, Тит Квінкцій повів армію вздовж Еврота на південь, плюндруючи країну. У той же час римський флот на чолі римського полководця Луція Квінкція разом з грецькими союзниками підійшов до головного і стратегічно важливого порту Спарти Гітію. Обкладена як з моря так і з суші,Гітій стійко тримався, але, бачачи безнадійність становища, незабаром капітулював.
Відрізавши Набіса від моря, Тит Квінкцій, маючи близько п'ятдесяти тисяч воїнів, взяв Спарту в кільце. Переговори між обома сторонами не пройшли успішно, і союзна армія обрушилася на спартанців з усіх боків одночасно. Битва була жорстокою і наполегливої, в деяких фортечних укріплень утворилися проломи, куди і кинулися римляни. Лакедемоняни трималися з усіх сил, але римляни повільно просувалися вглиб міста. Крім опору воїнів-спартанців, з дахів будинків на легіонерів скидали черепицю люди похилого віку й жінки. Становище Спарти врятував полководець Набіса Піфагор, який створив біля пролому стіни пожежу. Побоюючись оточення і загибелі, римляни відступили з міста. Незважаючи на стійкий опір, протистояти таким великим силам Набіс не міг і змушений був укласти мир, вигідний Ахейському союзу і Риму.

## Наслідки війни
За мирним договором, Спарта втрачала Аргос, всі підвладні їй міста на узбережжі Пелопоннесу, володіння на Криті. Володіння Набіса тепер обмежувалися тільки Спартою, але вже в 192 році до н. е. тиран Лакедемону знову виступив проти ахейців. Спартанці штурмом повернули фортецю Гітій і мали успіх проти ахейців в морському бою, але на цьому підйом Набіса закінчився, він був розбитий недалеко від Спарти Філопеменом. Спроба Набіса в майбутньому взяти реванш не відбулася, під час військового огляду свого війська тиран був зрадницьки убитий своїми союзниками етолійцями. Спарта, царська влада в якій була остаточно скасована, в черговий раз була приєднана до Ахейського союзу. Одночасно зі Спартою до Союзу були приєднані Еліда і Мессенія. Таким чином, до Ахейського союзу увійшов весь Пелопоннес. Слід зауважити, що перебування у складі Союзу було важким для Спарти, в якій неодноразово проходили виступи проти ахейців. Після чергової заколоту в 188 році до н. е., Спарта була суворо покарана Філопеменом — міські стіни знесли, старі порядки Лікурга були скасовані, були введені ахейськіх порядки, більша частина Лаконіки віддана у володіння Мегалополісу.